# Guillaume al II-lea de Apulia
Guillaume al II-lea (în italiană Guglielmo II di Puglia n. 1095 – d. iulie 1127) a fost duce de Apulia și Calabria între 1111 și 1127.
Guillaume era fiul și succesorul ducelui Roger Borsa din dinastia Hauteville. Mama sa, Adela de Flandra, fusese anterior regină a Danemarcei și era soră vitregă a contelui Carol cel Bun de Flandra.
El a succedat tatălui său în 1111, moment din care Adela a servit ca regentă până la momentul în care Guillaume avea să atingă majoratul. Pe parcursul domniei sale, Guillaume s-a dovedit nepotrivit pentru guvernarea posesiunilor sale din sudul Italiei. El nu a putut evita conflictul cu vărul său Roger al II-lea al Siciliei, încât în 1121 a fost nevoie ca papa Calixt al II-lea să intervină personal pentru liniștirea situației. Guillaume și Roger au ajuns la o înțelegere, în virtutea căreia Roger urma să îi pună la dispoziție cavaleri lui Guillaume pentru a-l ajuta să reprime o răscoală a baronului Iordan de Ariano; în schimb, Guillaume se vedea nevoit să renunțe la teritoriile sale din Sicilia și Calabria.
În 1114, Guillaume s-a căsătorit cu una din fiicele contelui Robert de Caiazzo, cu care însă nu a avut copii. El a murit fără a avea posteritate legitimă, în iulie 1127, lăsând întregul teritoriu stăpânit de normanzi în sudul Italiei vărului său, Roger al II-lea al Siciliei, acesta din urmă reușind astfel să unească teritoriile normande din regiune.
Considerat în general ca un conducător nesemnificativ de către istoricii moderni, Guillaume a fost respectat de către contemporani, fiind popular printre baronii și supușii săi.